# دوره (شخصیت عروسکی)
دوره نام یکی از شخصیت‌های عروسکی مجوعهٔ کلاه‌قرمزی است که از ویژه‌برنامهٔ نوروزی کلاه‌قرمزی ۹۱ به شخصیت‌های این مجموعه افزوده شد. او همسر فامیل دور و مادر بچهٔ فامیل دور است.

## زندگی‌نامه و ویژگی‌های شخصیتی
در ابتدای مجموعه از او تنها به نام یاد می‌شد و این‌طور به نظر می‌آمد که او ساکن دور باشد و مثلثی عشقی میان او، فامیل دور و رقیب عشقی‌اش درپیت در جریان باشد. در نهایت اما این فامیل دور بود که با میانجیگیری خانم جان، پیرزنی که در همسایگی آنها زندگی میکرد توانست با او ازدواج کند. دوره زنی شکاک است به طوری که کوچک‌ترین بهانه‌ای برای شک‌کردن به شوهرش کافی‌ست؛ حالا چه شنیدن صدای زنی در پس‌زمینهٔ صدای شوهرش پشت تلفن باشد، چه ذکر نامی زنانه یا حتی با جنسیتی خنثی. او دست‌پختی بسیار بد دارد به طوری که غذاهایش بوی بد می‌دهند و نمی‌شود آن‌ها را خورد.
در دومین قسمتِ کلاه‌قرمزی ۹۳ او که از فامیل دور حامله است زایمان می‌کند و بچه فامیل دور را به دنیا می‌آورد و بعد، همان‌طور که در «دور» رسم است بلادرنگ به پایانهٔ اتوبوس‌رانی می‌رود و به دور برمی‌گردد چون بنا به رسمی که در دور توسط کدخدای آن دیار و متأثر از «دَرگوئَن‌ها» بنا گذاشته شده، زنان تنها مسؤولیت زاییدن کودکان را دارند و پس از آن پرورش کودکان به پدران سپرده می‌شود. پس از این قضیه دیگر حضور فیزیکی در داستان نداشت و تنها از او یاد می‌شد. تا اینکه در کلاه قرمزی ۹۴ دوباره دیده شد و به بهانه عمل پولیپ بینی به بیمارستان رفت اما درنهایت پس از انجام چندین عمل زیبایی با ظاهری جدید و متفاوت ظاهر شد. شخصیت او پس از عمل زیبایی به یکباره دگرگون شد و از فامیل دور درخواست‌هایی مثل لباس‌های مارک‌دار و سفر به پاریس می‌کند.
او همچنین خواهری دارد به نام شوره که چشمانی شور دارد.

## عوامل
- طراح عروسک: مرضیه محبوب
- عروسک‌گردان:
- صداپیشه:

## نقد شخصیت
برخی از منتقدان حقوق زنان طراحی این شخصیت را بر پایهٔ کلیشه‌های جنسیتی سنتی می‌دانند و از آن انتقاد می‌کنند. در یکی از قسمت‌های کلاه‌قرمزی ۹۳ دوره که از فامیل دور حامله است برای لحظاتی وارد برنامه شده تا مسؤولیتش را که زادن یک نوزاد پسر است به انجام برساند. او از زمان ورودش به برنامه مورد دستور و تندگویی‌های همسرش قرار می‌گیرد و پس از دواندن‌های بسیار توسط شوهرش برای مردشدن فرزندشان بچه‌دار می‌شود. با این وجود وقتی که زایمان می‌کند یکسره به پایانهٔ اتوبوس‌رانی می‌رود و به شهرشان بازمی‌گردد. به عبارتی دوره وارد برنامه می‌شود، زایمان می‌کند و خارج می‌شود تا برود دور، همان‌جا که باید باشد. به باور منقدان این برنامه در واقع با این داستان تنها نقش دوره در این‌جا زایمان پسری است که نامی ندارد جز بچهٔ فامیل دور، یعنی بچهٔ پدرش. وقتی که فامیل دور با کودکش به خانه بازمی‌گردد آقای مجری سراغ مادر را می‌گیرد که پدر بچه پاسخ می‌دهد: «دوره از بیمارستان به ترمینال رفته که به خانه برگردد. وظیفه‌اش را به جا و بچه را به دنیا آورد.»
از دیگر نقدهای این منتقدان به نگاه طراحان این شخصیت در جایی دیگر است که فامیل دور تأکید می‌کند: «پدر که بچه را نمی‌شوید، وظیفهٔ او فقط تعلیم و تربیت کودک است.» به باور این منتقدان با وجودی که این مجموعه تعداد زیادی شخصیت زن ندارد ولی در همین زمان اندک که یک زن در میان عروسک‌ها پدیدار می‌شود هم مخاطب با بمبارانی از کلیشه‌های جنسیتی مواجه می‌شود.
برخی از منتقدان این که فامیل دور پسر را بزرگ می‌کند، درهم‌شکستن کلیشه‌های جنسیتی دانسته‌اند و برخی دیگر با این تفسیر مخالفند و معتقدند پدر ناچار به این کار است زیرا کارگردان نقشی برای زن در عرصهٔ عمومی قائل نیست.

## پی‌نوشت
1. ↑  طهماسب و دیگران، کلاه‌قرمزی ۹۳.
2. 1 2 3 4 5  افضلی، راد و  فرشیدی، کلاه‌قرمزی، دختر همسایه، دوره و….
3. ↑  شمس، «به‌چالش‌کشیدن پدرسالاری»، ابتکار.
4. ↑  رحمانی، «دختران مجموعهٔ کلاه‌قرمزی…»، ابتکار.